# Archaereta
Archaereta é um gênero de traça pertencente à família Agonoxenidae.